# Xdinary Heroes

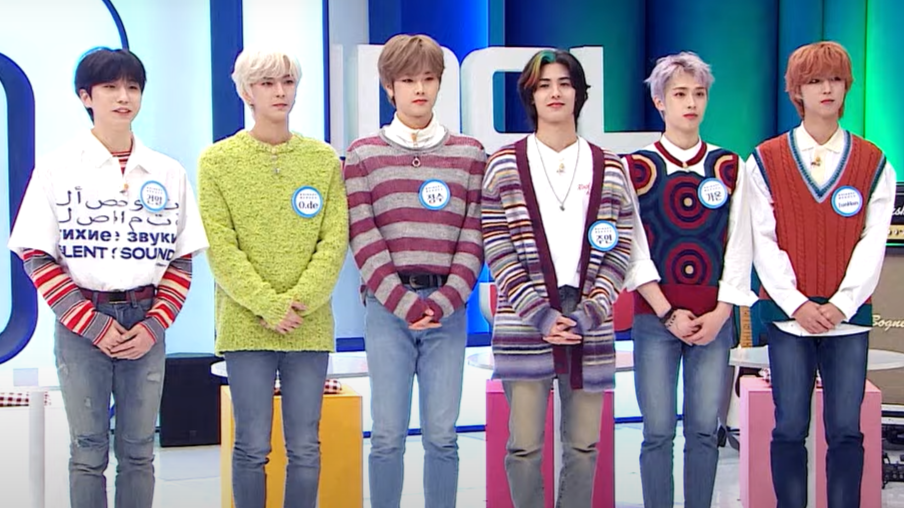

Xdinary Heroes (hangul: 엑스디너리 히어로즈) é uma banda de rock sul-coreana do selo Studio J da gravadora JYP Entertainment. Eles estrearam oficialmente em 6 de dezembro de 2021, com o single "Happy Death Day". A banda é composta por seis membros: Gunil, Jungsu, Gaon, O.de, Jun Han e Jooyeon. Todos os membros estão envolvidos em escrever, compor e produzir a música da banda. O nome da banda é uma forma abreviada de "Heróis Extraordinários", que significa "qualquer um pode se tornar um herói".

## História

### 2021: Formação e estreia com "Happy Death Day"
No primeiro dia de novembro, a JYP Entertainment lançou um teaser intitulado "Heroes Are Coming", insinuando que um novo grupo estrearia. Uma semana depois, no dia 8 de novembro, o logotipo e o nome do grupo foram revelados e as contas oficiais do grupo nas redes sociais foram lançadas. Entre 15 e 20 de novembro, os membros do grupos foram anunciados, Jooyeon foi oficialmente anunciado como o primeiro membro do grupo, seguido por O.de, Gaon, Jun Han, Jungsu e Gunil. De 22 a 27 de novembro, teasers foram lançados revelando as posições dos membros, começando com Jooyeon tocando o baixo em 22 de novembro, seguido por O.de tocando o sintetizador em 23 de novembro, Gaon tocando a guitarra elétrica em 24 de novembro, junho Han tocando guitarra em 25 de novembro, Jungsu no teclado em 26 de novembro e Gunil tocando bateria em 27 de novembro. Foi revelado que Jungsu e O.de inicialmente treinaram para estar em um grupo de K-pop, mas depois foram informados de que estariam em uma banda.
No dia 6 de dezembro, Xdinary Heroes estreou com o single "Happy Death Day". A canção estreou em 12º posição na Billboard World Digital Song Sales .

### 2022: Hello, World!eOverload
No dia 28 de junho de 2022, Xdinary Heroes anunciou que lançaria seu primeiro EP Hello, World! no dia 20 de julho.
Em 16 de setembro, a banda anunciou seu segundo EP Overload, este a ser lançado no dia 4 de novembro. Em 19 de outubro, o grupo anunciou seu primeiro show solo "Stage ♭ : Overture" seria realizado de 16 a 18 de dezembro. Em 30 de outubro, anunciou que o lançamento do Overload seria adiado devido ao período de luto nacional após o incidente de esmagamento da multidão em Itaewon Halloween que aconteceu um dia antes. Em 6 de novembro, a JYP Entertainment anunciou que o grupo lançaria Overload no dia 11 de novembro. O EP estreou na 14º posição na Billboard World Albums Chart.

## Membros
Lista de membros e funções.
- Gunil (건일) - líder, bateria, vocais
- Jungsu (정수) - vocais, teclado
- Gaon (가온) - rap, vocais, guitarra
- O.de (오드) - rap, vocais, sintetizador
- Jun Han (준한) - guitarra, vocais
- Jooyeon (주연) - vocais, baixo

## Discografia

### EPs
| Título                                                                                    | Detalhes | gráfico de pico posições | gráfico de pico posições | gráfico de pico posições | Vendas        |
| Título                                                                                    | Detalhes | COR                      | POL                      | EUA                      | Vendas        |
| ----------------------------------------------------------------------------------------- | --- | ------------------------ | ------------------------ | ------------------------ | ------------- |
| Hello, World!                                                                             | - Lançamento: 20 de julho de 2022 - Gravadora: Studio J, JYP - Formatos: CD, download digital, streaming    | 4                        | 28                       | —                        | - COR: 64.983 |
| Overload                                                                                  | - Lançamento: 11 de novembro de 2022 - Gravadora: Studio J, JYP - Formatos: CD, download digital, streaming | 5                        | 41                       | 14                       | - COR: 77.578 |
| "—" denota lançamentos que não entraram nas paradas ou não foram lançados naquela região. | |                          |                          |                          |               |

### Músicas
| Título                                                                                    | Ano  | gráfico de pico posições | gráfico de pico posições | Álbum         |
| Título                                                                                    | Ano  | COR Down.                | EUA Mundo                | Álbum         |
| ----------------------------------------------------------------------------------------- | ---- | ------------------------ | ------------------------ | ------------- |
| "Happy Death Day"                                                                         | 2021 | —                        | 12                       | -             |
| "Test Me"                                                                                 | 2022 | 187                      | —                        | Hello, World! |
| "Strawberry Cake"                                                                         | 2022 | —                        | —                        | Hello, World! |
| "Hair Cut"                                                                                | 2022 | 124                      | —                        | Overload      |
| "—" denota lançamentos que não entraram nas paradas ou não foram lançados naquela região. |      |                          |                          |               |

### Outras músicas nas paradas
| Título                                                                                   | Ano  | gráfico de pico posições | Álbum    |
| Título                                                                                   | Ano  | COR Down.                | Álbum    |
| ---------------------------------------------------------------------------------------- | ---- | ------------------------ | -------- |
| "Zzz. ." (잠꼬대)                                                                        | 2022 | 153                      | Overload |
| "Ghost"                                                                                  | 2022 | 162                      | Overload |
| "Crack in the mirror"                                                                    | 2022 | 164                      | Overload |
| "Lunatic"                                                                                | 2022 | 165                      | Overload |
| "X-mas"                                                                                  | 2022 | 167                      | Overload |
| "—" denota uma gravação que não entrou nas paradas ou não foi lançada naquele território |      |                          |          |

## Videografia

### Videoclipes
| Título            | Ano  | Diretor(es)                  | Ref. |
| ----------------- | ---- | ---------------------------- | ---- |
| "Happy Death Day" | 2021 | 725 (Laboratório Visual SL8) |      |
| "Test Me"         | 2022 | 725 (Laboratório Visual SL8) |      |
| "Strawberry Cake" | 2022 | 725 (Laboratório Visual SL8) |      |
| "Hair Cut"        | 2022 | 725 (Laboratório Visual SL8) |      |

## Filmografia

### Web programas
| Ano  | Título                     | Ref.   |
| ---- | -------------------------- | ------ |
| 2021 | Xdinary Heroes: Xtra Files | [ 21 ] |
| 2021 | Xdinary Heroes Begins      | [ 21 ] |
| 2021 | Xdinary Heroes: Xqxa       | [ 21 ] |
| 2022 | Xdinary Days               | [ 22 ] |
| 2022 | Xh's Rock The World        | [ 23 ] |
| 2022 | Xdinary Heroes: Xtra Files | [ 21 ] |

## Shows
- Xdinary Heroes Stage ♭ : Overture (2022)

## Prêmios e nomeações
| Cerimonia          | Ano  | Categoria                     | Nome (s)          | Resultado | Ref.   |
| ------------------ | ---- | ----------------------------- | ----------------- | --------- | ------ |
| Genie Music Awards | 2022 | Melhor Rookie Masculino       | Xdinary Heroes    | Indicado  | [ 24 ] |
| Golden Disc Awards | 2022 | Artista novato do ano         | Xdinary Heroes    | Pendente  | [ 25 ] |
| MAMA Awards        | 2022 | Artista do ano                | Xdinary Heroes    | Indicado  | [ 26 ] |
| MAMA Awards        | 2022 | Melhor Performance De Banda   | "Happy Death Day" | Venceu    | [ 26 ] |
| MAMA Awards        | 2022 | Melhor Novo Artista Masculino | Xdinary Heroes    | Venceu    | [ 26 ] |
| MAMA Awards        | 2022 | Canção do ano                 | "Happy Death Day" | Indicado  | [ 26 ] |